# MV Agusta 1100 / D2
 (décembre 2021).
La mise en forme du texte ne suit pas les recommandations de Wikipédia : il faut le « wikifier ».
Les points d'amélioration suivants sont les cas les plus fréquents :
- Les titres sont pré-formatés par le logiciel. Ils ne sont ni en capitales, ni en gras.
- Le texte ne doit pas être écrit en capitales (les noms de famille non plus), ni en gras, ni en italique, ni en « petit »…
- Le gras n'est utilisé que pour surligner le titre de l'article dans l'introduction, une seule fois.
- L'italique est rarement utilisé : mots en langue étrangère, titres d'œuvres, noms de bateaux, etc.
- Les citations ne sont pas en italique mais en corps de texte normal. Elles sont entourées par des guillemets français : « et ».
- Les listes à puces sont à éviter, des paragraphes rédigés étant largement préférés. Les tableaux sont à réserver à la présentation de données structurées (résultats, etc.).
- Les appels de note de bas de page (petits chiffres en exposant, introduits par l'outil «  Source ») sont à placer entre la fin de phrase et le point final[comme ça].
- Les liens internes (vers d'autres articles de Wikipédia) sont à choisir avec parcimonie. Créez des liens vers des articles approfondissant le sujet. Les termes génériques sans rapport avec le sujet sont à éviter, ainsi que les répétitions de liens vers un même terme.
- Les liens externes sont à placer uniquement dans une section « Liens externes », à la fin de l'article. Ces liens sont à choisir avec parcimonie suivant les règles définies. Si un lien sert de source à l'article, son insertion dans le texte est à faire par les notes de bas de page.
- La présentation des références doit suivre les conventions bibliographiques. Il est recommandé d'utiliser les modèles {{Ouvrage}}, {{Chapitre}}, {{Article}}, {{Lien web}} et/ou {{Bibliographie}}. Le mode d'édition visuel peut mettre en forme automatiquement les références.
- Insérer une infobox (cadre d'informations à droite) n'est pas obligatoire pour parachever la mise en page.

Pour une aide détaillée, merci de consulter Aide:Wikification.
Si vous pensez que ces points ont été résolus, vous pouvez retirer ce bandeau et améliorer la mise en forme d'un autre article.
Le MV Agusta 1100 D est un petit véhicule utilitaire décliné en version fourgonnette et pickup produit par le constructeur italien MV Agusta, une des marques les plus emblématiques de l'histoire de la moto, de 1957 à 1964. C'est le premier et dernier véhicule utilitaire à quatre roues de la marque, très peu d'informations subsistent sur ce modèle.
Pourquoi MV Agusta s'est intéressé de ce secteur d'activité restera un mystère, car il n'y avait aucune chance que le constructeur puisse rivaliser même avec Alfa Romeo et ses modèles Romeo 1-2-3, sans parler de FIAT. On estime que seulement 2 000 exemplaires du 1 100/D2 ont été fabriqués.

## Histoire
Au cours de la période d'après guerre, alors que l'Italie devait se reconstruire et les habitants se déplacer, MV Agusta n'a pas pensé à construire uniquement des motos mais aussi d'autres moyens de transport, des véhicules utilitaires légers. L'époque était favorable à tout moyen de transport, même rudimentaire.
En 1947, MV Agusta présente son premier motocarro, un triporteur motorisé, construit en raccordant un avant de moto et une remorque à l'arrière, le tout solidement fixé sur un robuste châssis. Ce type d'engin était très en vogue à l'époque en Italie mais aussi en Allemagne qui les utilisait aussi comme taxi. Le modèle MV Agusta utilisait le moteur de la fameuse MV 98, monocylindre à deux temps de 98 cm³. Durant l'année 1948, plusieurs modèles (en Italie destinés uniquement au transport de marchandises) ont vu le jour équipés du moteur MV Agusta de 125 cm³ avec une boîte à trois vitesses.
En 1953, MV Agusta présente le prototype d'une voiturette à deux places, Vetturetta 350. Le modèle resta au stade du prototype qui est visible au Musée MV Agusta.
En 1954, MV Agusta présente le Motocarro 175. Ce modèle comporte un moteur à quatre temps de 172,3 cm³ avec un seul arbre à cames en tête, et offre une charge utile de 350 kg.
En 1956, MV Agusta présente la fourgonnette 1100 / D2 équipée d'un moteur Agusta diesel à deux cylindres de 1 079 cm³ avec une boîte de vitesses à quatre rapports, développant 27 ch, disposait d'une charge utile de 1 000 kg. Une version pick-up a suivi. Quelques mois plus tard la version 1101 / D2L, avec une charge utile de 1 200 kg a été lancée.